# Голов, Юрий Васильевич
Голов Юрий Васильевич (22 июля 1937, Горький, СССР — 9 января 2014, Нижний Новгород, Россия) — советский футболист, выступавший на позиции нападающего. Наиболее известен благодаря выступлениям в составе «Волги» из Горького.

## Биография
Дебютировал в 1961 году, защищая цвета футбольного клуба «Ракета» (Сормово). С 1963 года, после объединения «Ракеты» с горьковским «Торпедо», продолжил выступления во вновь созданном клубе «Волга», за который сыграл более полутора сотен матчей с 1963 по 1967 год. 17 мая 1964 года Юрий Голов стал автором памятного в истории клуба победного мяча в ворота московского «Динамо», которые защищал Лев Яшин. Матч так и завершился со счетом 1:0 в пользу «Волги».
С 1968 по 1972 год защищал цвета «Авангарда» из Жёлтых Вод, куйбышевского «Металлурга» и Ульяновской «Волги».
9 января 2014 года умер на 77-м году жизни после продолжительной болезни.